# Pallavolo ai XV Jeux des îles
Le gare di pallavolo ai XV Jeux des îles si sono svolte a Partinico (PA), dal 24 al 28 maggio 2011.
Per seguire l'alternanza imposta dal COJI, nell'edizione 2011 si svolge il torneo femminile.

## Formula
Si disputano due gironi, con la formula del round-robin, indipendenti tra loro: essi infatti sono chiamati Serie A e Serie B, poiché le isole con minor ranking nella pallavolo vengono relegate in nella serie minore. Le isole inserite in Serie B per questa edizione sono Elba, Martinica e Malta: queste tre isole andranno poi a piazzarsi nella classifica finale dal 7º al 9º posto, mentre le squadre della Serie A dal 1º al 6º posto.
Il girone di Serie A è di sola andata mentre quello di Serie B andata e ritorno. In caso di vittoria la squadra si aggiudica 2 punti, in caso di sconfitta 1, mentre se la squadra non si presenta in campo prende 0 punti. A parità di punti prevale il quoziente punti.
Il primo classificato vince la medaglia d'oro, il secondo quella d'argento, il terzo quella di bronzo.

## Risultati

### Serie A
| posiz | squadra  | G | V | P | Sv | Sp | QS   | Pt |
| ----- | -------- | - | - | - | -- | -- | ---- | -- |
| 1     | Sicilia  | 5 | 5 | 0 | 15 | 2  | 7,5  | 10 |
| 2     | Sardegna | 5 | 4 | 1 | 14 | 3  | 4,66 | 9  |
| 3     | Azzorre  | 5 | 3 | 2 | 9  | 6  | 1,5  | 8  |
| 4     | Madera   | 5 | 2 | 3 | 6  | 9  | 0,66 | 7  |
| 5     | Corsica  | 5 | 1 | 4 | 3  | 14 | 0,21 | 6  |
| 6     | Mayotte  | 5 | 0 | 5 | 2  | 15 | 0,13 | 5  |

#### Prima giornata
| 24/05/2011 | 9.00  | Sicilia  | - | Mayotte | 3 - 0 | 25-5, 25-8, 25-3   | Liceo Scientifico "Savarino" - Partinico |
| 24/05/2011 | 9.00  | Azzorre  | - | Madera  | 3 - 0 | 25-9, 25-21, 25-18 | I.T.C. "Dalla Chiesa" - Partinico        |
| 24/05/2011 | 11.00 | Sardegna | - | Corsica | 3 - 0 | 25-7, 25-7, 25-9   | Liceo Scientifico "Savarino" - Partinico |

#### Seconda giornata
| 25/05/2011 | 9.00  | Mayotte  | - | Madera  | 0 - 3 | 12-25, 14-25, 14-25 | Liceo Scientifico "Savarino" - Partinico |
| 25/05/2011 | 9.00  | Sardegna | - | Azzorre | 3 - 0 | 25-19, 25-15, 25-17 | I.T.C. "Dalla Chiesa" - Partinico        |
| 25/05/2011 | 11.00 | Corsica  | - | Sicilia | 0 - 3 | 4-25, 5-25, 7-25    | Liceo Scientifico "Savarino" - Partinico |

#### Terza giornata
| 25/05/2011 | 16.00 | Madera  | - | Sicilia  | 0 - 3 | 4-25, 12-25, 9-25   | Liceo Scientifico "Savarino" - Partinico |
| 25/05/2011 | 16.00 | Mayotte | - | Sardegna | 0 - 3 | 2-25, 9-25, 13-25   | I.T.C. "Dalla Chiesa" - Partinico        |
| 25/05/2011 | 18.00 | Azzorre | - | Corsica  | 3 - 0 | 25-16, 25-15, 25-14 | Liceo Scientifico "Savarino" - Partinico |

#### Quarta giornata
| 27/05/2011 | 9.00  | Sardegna | - | Sicilia | 2 - 3 | 15-25, 25-20, 25-22, 22-25, 8-15 | Liceo Scientifico "Savarino" - Partinico |
| 27/05/2011 | 9.00  | Azzorre  | - | Mayotte | 3 - 0 | 25-14, 25-14, 25-10              | I.T.C. "Dalla Chiesa" - Partinico        |
| 27/05/2011 | 11.00 | Madera   | - | Corsica | 3 - 0 | 25-15, 25-12, 25-6               | Liceo Scientifico "Savarino" - Partinico |

#### Quinta giornata
| 28/05/2011 | 9.00  | Madera  | - | Sardegna | 0 - 3 | 20-25, 13-25, 21-25              | Liceo Scientifico "Savarino" - Partinico |
| 28/05/2011 | 9.00  | Corsica | - | Mayotte  | 3 - 2 | 17-25, 19-25, 25-22, 25-21, 15-7 | I.T.C. "Dalla Chiesa" - Partinico        |
| 28/05/2011 | 11.00 | Sicilia | - | Azzorre  | 3 - 0 | 25-10, 25-7, 25-8                | Liceo Scientifico "Savarino" - Partinico |

### Serie B
| posiz | squadra   | G | V | P | Sv | Sp | QS   | Pt |
| ----- | --------- | - | - | - | -- | -- | ---- | -- |
| 7     | Elba      | 4 | 4 | 0 | 12 | 2  | 6    | 8  |
| 8     | Martinica | 4 | 2 | 2 | 8  | 6  | 1,33 | 6  |
| 9     | Malta     | 4 | 0 | 4 | 0  | 12 | 0    | 0  |

#### Prima giornata
| 24/05/2011 | 11.00 | Martinica | - | Malta | 3 - 0 | 25-6, 25-20, 25-22 | I.T.C. "Dalla Chiesa" - Partinico |

#### Seconda giornata
| 25/05/2011 | 11.00 | Elba | - | Malta | 3 - 0 | 25-10, 25-16, 25-14 | I.T.C. "Dalla Chiesa" - Partinico |

#### Terza giornata
| 25/05/2011 | 18.00 | Martinica | - | Elba | 1 - 3 | 11-25, 27-25, 16-25, 13-25 | I.T.C. "Dalla Chiesa" - Partinico |

#### Quarta giornata
| 27/05/2011 | 11.00 | Martinica | - | Malta | 3 - 0 | 25-9, 25-13, 25-14  | I.T.C. "Dalla Chiesa" - Partinico |
| 27/05/2011 | 18.00 | Elba      | - | Malta | 3 - 0 | 25-14, 25-17, 25-19 | I.T.C. "Dalla Chiesa" - Partinico |

#### Quinta giornata
| 28/05/2011 | 11.00 | Martinica | - | Elba | 1 - 3 | 18-25, 25-22, 12-25, 20-25 | I.T.C. "Dalla Chiesa" - Partinico |

## Classifica
N.B: Con la colonna dei punti si intende la quantità di punti che ogni singolo sport aggiunge alla classifica generale della manifestazione.
| posiz | squadra   | Pt |
| ----- | --------- | -- |
|       | Sicilia   | 12 |
|       | Sardegna  | 11 |
|       | Azzorre   | 10 |
| 4     | Madera    | 6  |
| 5     | Corsica   | 5  |
| 6     | Mayotte   | 4  |
| 7     | Elba      | 3  |
| 8     | Martinica | 2  |
| 9     | Malta     | 1  |

## Podio
| 2º posto Sardegna | 1º posto Sicilia | 3º posto Azzorre |